# Hästskotjärnen (Ängersjö socken, Hälsingland)
Hästskotjärnen är en sjö i Härjedalens kommun i Hälsingland och ingår i Ljusnans huvudavrinningsområde.